# Juliusz Osterwa
Juliusz Osterwa, (tên khai sinh: Julian Andrzej Maluszek, sinh ngày 23 tháng 6 năm 1885 tại Kraków - mất ngày 10 tháng 5 năm 1947 tại Warszawa), là diễn viên nổi tiếng người Ba Lan, giám đốc nhà hát, nhà lý luận nghệ thuật hoạt động trong thời kỳ chiến tranh. Ông là người sáng lập Nhà hát Reduta, tại Warszawa sau khi Ba Lan giành lại độc lập vào cuối Thế chiến I. Osterwa bắt đầu sự nghiệp ở tuổi 33 bằng cách dàn dựng, bài trí và thể hiện các tác phẩm cách mạng Ba Lan của nhiều nhà viết kịch như Juliusz Slowacki, Stanisław Wyspianski, Stefan Żeromski, Jerzy Szaniawski, Kazimierz Przerwa-Tetmajer, và Cyprian Norwid.

## Sự nghiệp
Osterwa bắt đầu sự nghiệp sân khấu của mình năm 1904 tại Kraków, tại Nhà hát Ludowy do nam diễn viên Stefan Jaracz điều hành (khi Ba Lan bị phân cắt). Ông biểu diễn tại cabaret (một nhóm sinh hoạt văn học) mang tên Zielony Balonik. Osterwa cùng đoàn kịch Reduta đi lưu diễn khắp nới. Chỉ trong vòng 900 ngày, đoàn kịch đã thực hiện hơn 1500 buổi diễn tại 173 thành phố của Ba Lan. Năm 1925, Nhà hát Reduta đến thăm Latvia. Năm 1931 Osterwa định cư tại Warszawa và một năm sau đó, ông đảm nhận vai trò đạo diễn Nhà hát Juliusz Słowacki ở Kraków. Ông quay trở lại lưu diễn với đoàn Reduta vào năm 1935. Sau cuộc xâm lược Ba Lan năm 1939 của Đức Quốc xã và Liên Xô, Osterwa tham gia xây dựng nền giáo dục địa hạ. Trong thời gian này ông mắc bệnh. Lần biểu diễn cuối cùng là vào năm 1946, sau khi Liên Xô tiếp quản. Năm 1947, Osterwa qua đời tại Warszawa.